# مارک لندزبرگر
مارک لندزبرگر (انگلیسی: Mark Landsberger؛ زادهٔ ۲۱ مهٔ ۱۹۵۵) بازیکن بسکتبال اهل ایالات متحده آمریکا است. از باشگاه‌هایی که در آن بازی کرده‌است می‌توان به پانیونیس، آتلانتا هاوکس، لس آنجلس لیکرز، و شیکاگو بولز اشاره کرد.